# 井上智恵
井上 智恵（いのうえ ちえ、1969年12月10日 - ）は、日本のミュージカル女優。熊本県出身。熊本県立第一高等学校、東京芸術大学音楽学部声楽科卒業。元劇団四季所属。本名は井上ちえ。ニックネームは「ちえ」「ちえぞう」。
1994年、劇団四季研究所入所。『キャッツ』のシラバブで、初舞台を踏む。その後、数多くの作品で主役などを演じる。
10月に復帰コンサートが開催される。
プロレス観戦が趣味で、実際に会場に観に行くことがある。また子供の頃から敬虔なクリスチャンであり、毎日聖書を読むことを欠かさない。

## 主な出演
- アイーダ（アイーダ）
- エビータ（エビータ）
- オペラ座の怪人（クリスティーヌ・ダーエ）
- キャッツ（ジェリーロラム＝グリドルボーン、シラバブ）
- ジーザス・クライスト・スーパースター（マグダラのマリア）
- 美女と野獣（ベル）
- 劇団四季ソング&ダンス（ヴォーカルパート）
- オンディーヌ（水の精）
- 人間になりたがった猫（ジリアン）
- 冒険者たち（潮路）
- ミュージカル李香蘭（川島芳子）
- 劇団四季 ソング&ダンス55ステップス（ヴォーカルパート）
- マンマ・ミーア!（ドナ・シェリダン）
- サウンド・オブ・ミュージック（マリア）
- 劇団四季ソング&ダンス The Spirit （ヴォーカルパート）